# Сульфат висмута
Сульфат висмута — неорганическое соединение, соль металла висмута и серной кислоты с формулой Bi2(SO4)3. Представляет собой бесцветные кристаллы. Образует кристаллогидраты. Водные растворы сульфата висмута гидролизуются по катиону.

## Получение
- Растворение в серной кислоте металлического висмута, оксида висмута, гидроксида висмута, хлорида висмута:

{\displaystyle {\mathsf {2Bi+6H_{2}SO_{4}\ {\xrightarrow {}}\ Bi_{2}(SO_{4})_{3}+3SO_{2}\uparrow +6H_{2}O}}}
{\displaystyle {\mathsf {Bi_{2}O_{3}+3H_{2}SO_{4}\ {\xrightarrow {}}\ Bi_{2}(SO_{4})_{3}+3H_{2}O}}}
{\displaystyle {\mathsf {2Bi(OH)_{3}+3H_{2}SO_{4}\ {\xrightarrow {}}\ Bi_{2}(SO_{4})_{3}+6H_{2}O}}}
{\displaystyle {\mathsf {2BiCl_{3}+3H_{2}SO_{4}\ {\xrightarrow {100^{o}C}}\ Bi_{2}(SO_{4})_{3}+6HCl\uparrow }}}

## Физические свойства
Сульфат висмута образует бесцветные гигроскопические кристаллы.
Образует кристаллогидраты, по разным данным состава Bi2(SO4)3•3H2O, Bi2(SO4)3•3,5H2O, Bi2(SO4)3•7H2O.

## Химические свойства
- При нагревании разлагается:

{\displaystyle {\mathsf {Bi_{2}(SO_{4})_{3}\ {\xrightarrow {400^{o}C}}\ (BiO)_{2}SO_{4}+2SO_{3}\uparrow }}}
- Гидролизуется водой:

{\displaystyle {\mathsf {Bi_{2}(SO_{4})_{3}+2H_{2}O\ {\xrightarrow {}}\ 2Bi(OH)SO_{4}\downarrow +H_{2}SO_{4}}}}
- Разлагается холодной концентрированной соляной кислотой:

{\displaystyle {\mathsf {Bi_{2}(SO_{4})_{3}+8HCl\ {\xrightarrow {0^{o}C}}\ 2H[BiCl_{4}]+3H_{2}SO_{4}}}}
- С концентрированной серной кислотой образует кислую соль:

{\displaystyle {\mathsf {Bi_{2}(SO_{4})_{3}+H_{2}SO_{4}\ {\xrightarrow {}}\ 2Bi(HSO_{4})SO_{4}}}}
- Реагирует с щелочами:

{\displaystyle {\mathsf {Bi_{2}(SO_{4})_{3}+6NaOH\ {\xrightarrow {}}\ 2Bi(OH)_{3}+3Na_{2}SO_{4}}}}